# Perrine Pelen
Pour les articles homonymes, voir Pelen.
Perrine Pelen, née le 3 juillet 1960 à Boulogne-Billancourt, est une ancienne skieuse alpine française membre du Grenoble Université Club (GUC), triple médaillée aux Jeux olympiques d'hiver avec comme meilleur résultat une médaille d'argent en slalom à Jeux de Sarajevo 1984, et sacrée championne du monde de slalom à Bormio en 1985, la dernière française à gagner l'or dans cette discipline, à ce jour. 
Kinésithérapeute de formation, elle arrête la compétition en 1986 pour compléter son cursus universitaire à l'Institut supérieur des affaires, devenu MBA HEC.
Responsable marketing à Savoie Mont-Blanc Tourisme durant trente années, elle devient en avril 2019 directrice générale du comité d'organisation des Championnats du monde de ski alpin 2023 à Méribel et Courchevel,. 

## Palmarès

### Jeux olympiques
| Épreuve / Édition   | Descente | Géant  | Slalom  |
| JO 1980 Lake Placid | —        | Bronze | Abandon |
| JO 1984 Sarajevo    | —        | Bronze | Argent  |

### Championnats du monde
| Épreuve / Édition                    | Descente | Géant  | Slalom  | Combiné |
| Mondiaux 1978 Garmisch-Partenkirchen | —        | 8e     | 4e      | —       |
| JO 1980 Lake Placid                  | —        | Bronze | Abandon | —       |
| Mondiaux 1982 Schladming             | —        | 19e    | Abandon | Argent  |
| Mondiaux 1985 Bormio                 | —        | 18e    | Or      | —       |

### Coupe du monde
- Meilleur résultat au classement général : 4e en 1980
  - Vainqueur de la coupe du monde de slalom en 1980
  - 15 victoires : 15 slaloms
  - 43 podiums

### Différents classements en coupe du monde
| Saison / Épreuve | Saison / Épreuve | Général | Général | Slalom | Slalom | Géant  | Géant  | Combiné | Combiné |
| ---------------- | ---------------- | ------- | ------- | ------ | ------ | ------ | ------ | ------- | ------- |
| Saison / Épreuve | Saison / Épreuve | Class.  | Points  | Class. | Points | Class. | Points | Class.  | Points  |
| 1977             | 1977             | 7e      | 132     | 2e     | 98     | 12e    | 23     | -       | -       |
| 1978             | 1978             | 6e      | 96      | 2e     | 105    | 11e    | 25     | -       | -       |
| 1979             | 1979             | 9e      | 100     | 4e     | 82     | 13e    | 32     | -       | -       |
| 1980             | 1980             | 4e      | 192     | 1re    | 120    | 2e     | 95     | 14e     | 12      |
| 1981             | 1981             | 6e      | 176     | 3e     | 81     | 9e     | 60     | 8e      | 35      |
| 1982             | 1982             | 8e      | 125     | 5e     | 67     | 6e     | 48     | 14e     | 10      |
| 1983             | 1983             | 16e     | 69      | 11e    | 45     | 16e    | 24     | -       | -       |
| 1984             | 1984             | 10e     | 122     | 3e     | 90     | 9e     | 51     | -       | -       |
| 1985             | 1985             | 12e     | 106     | 3e     | 89     | 19e    | 29     | -       | -       |
| 1986             | 1986             | 13e     | 117     | 3e     | 77     | 12e    | 30     | 22e     | 10      |

### Détail des victoires
| Saison / Épreuve | Slalom                                                     | Total |
| 1977             | Crans Montana Saint-Gervais Sun Valley                     | 3     |
| 1978             | Cervinia Saint-Gervais Stratton Mountain                   | 3     |
| 1979             | Furano                                                     | 1     |
| 1980             | Berchtesgaden Saint-Gervais Waterville Valley Vysoké Tatry | 4     |
| 1981             | Altenmarkt Bormio                                          | 2     |
| 1984             | Bad Gastein                                                | 1     |
| 1985             | Courmayeur                                                 | 1     |
| Total            | 15                                                         | 15    |

### Arlberg-Kandahar
- Vainqueur du slalom 1978 à Saint-Gervais

### Championnats de France de ski
Elle a été 9 fois Championne de France Elite dont : 
- 2 fois Championne de France de Slalom Géant en 1980 et 1986
- 7 fois Championne de France de Slalom en 1979, 1980, 1981, 1982, 1983, 1985 et 1986

Elle possède le plus grand nombre de titres en Slalom (7), ainsi que le plus grand nombre de titres dans une discipline (7), à égalité avec Fabienne Serrat.

### Distinctions personnelles
- Désignée Gloire du sport dans la promotion 2011[3].
- Élevée au rang de chevalier de la légion d'honneur en 1987 puis officier en 1996[4].